# یاروسلاوکا (باشقیرستان)
یاروسلاوکا (انگلیسی: Yaroslavka, Republic of Bashkortostan) یک شهرک در شهرستان دووانسکی در استان باشقیرستان کشور روسیه است.